# Jingling
Jingling är en ort i Kina. Den ligger i provinsen Hubei, i den centrala delen av landet, omkring 110 kilometer väster om provinshuvudstaden Wuhan.
Runt Jingling är det tätbefolkat, med 613 invånare per kvadratkilometer. Jingling är det största samhället i trakten. Trakten runt Jingling består till största delen av jordbruksmark.
Genomsnittlig årsnederbörd är 1 371 millimeter. Den regnigaste månaden är juli, med i genomsnitt 192 mm nederbörd, och den torraste är december, med 18 mm nederbörd.